# Armstrong Whitworth F.K.10
El Armstrong Whitworth F.K.10 era un avión de caza cuatriplano biplaza británico de la Primera Guerra Mundial, construido por la fábrica Armstrong Whitworth Aircraft. Dado que fue solicitado en pequeña cantidad por el Royal Flying Corps y el Royal Naval Air Service (Real Servicio Aero Naval) no fue utilizado operacionalmente. Es una de las pocas aeronaves con la inusual configuración en cuatriplano (cuatro juegos de alas) que llegó a alcanzar ser puesta en producción. 

## Diseño y Desarrollo
El F.K.10 fue diseñado en 1916 por Frederick Koolhoven el diseñador en jefe de la fábrica Armstrong Whitworth Aircraft, como un caza biplaza de un solo motor. Koolhoven escogió la nueva configuración en cuatriplano, también utilizada por la fábrica Pemberton-Billing (más tarde conocida como Supermarine) en sus aeronaves anti-Zeppelin: P.B.29E y Supermarine Nighthawk, y el avión explorador contemporáneo Wight Quadruplane. Aproximadamente al mismo tiempo, Sopwith estaba construyendo el exitoso caza Sopwith Triplane.
El primer prototipo F.K.9 fue construido y volado por vez primera en el verano de 1916, impulsado por un motor Clerget 9Z de 130 cv. Tenía un fuselaje poco profundo, con las alas unidas por unos soportes en forma de largueros (maderos), similar a aquellos utilizados por el Sopwith Triplane. Luego de una evaluación en el RFC Central Flying School de Upavon (Escuela central de vuelo del RFC) a finales de 1916, se hizo un pedido de 50 unidades solicitado por el RFC, pero para una versión modificada, el F.K.10.
El F.K.10 de producción tenía un fuselaje nuevo, más profundo y una nueva cola, pero mantenía la plataforma de alas del F.K.9. El F.K.10 mostraba un desempeño inferior al Sopwith 1½ Strutter, el cual se encontraba ya en servicio como un exitoso caza biplaza, y por ello sólo cinco F.K.10 fueron construidos para el RFC de su original orden de 50; con una producción adicional de tres unidades para el RNAS. Estas unidades no fueron utilizadas operacionalmente y por ello el diseño no tuvo una posterior evolución o desarrollo; fueron retirados del servicio a mediados de 1917, y utilizados como blanco para prácticas de tiro.

## Variantes
- F.K.5:

- F.K.6:

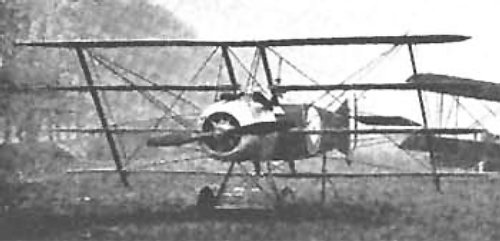
Configuración cuatriplano del Armstrong Whitworth F.K.10

- F.K.9:  prototipo impulsado por un motor Clerget 9Z de 110 hp.

- F.K.10: versión de producción modificada del F.K.9 con fuselaje y cola modificados, impulsado por motor Clerget 9B de 110 cv o Le Rhône 9J de la misma potencia, se ordenaron cincuenta, se construyeron ocho.

## Operadores
- Reino Unido: 
  - Royal Flying Corps
  - Royal Naval Air Service

## Especificaciones técnicas
(F.K.10 con motor Clerget de 130 cv) 
(Datos de Warplanes of the World War, Fighters Volume One. Great Britain)

### Características generales
- Tipo: biplaza de reconocimiento y caza
- Tripulación: dos, piloto y observador
- Longitud: 6,78 m (22 ft 3 in)
- Envergadura: 8,48 m (27 ft 10 in)
- Altura: 3,51 m (10 ft 6 in)
- Área del ala: 26,3 m² (390 ft2)
- Peso vacío: 562 kg (1.236 lb)
- Peso máximo en despegue: 918 kg (2019 lb)
- Motor: 1 x Clerget ) 9B motor rotativo de 97 kW (130 hp)

### Prestaciones
- Velocidad máxima: 135,18 km/h (84 mph, 73 nudos) a 2.000 m (6.500 ft)
- Techo operativo: 3.050 m (10.000 ft)
- Autonomía: 2 h 30 min
- Ascensión a 10.000 ft (3.050 m): 37 min 10 s

### Armamento
- 1 x ametralladora Vickers de 7,7 mm (0,303 in) fija y sincronizada de tiro frontal.
- 1 x ametralladora Lewis de 7,7 mm (0,303 in) sobre soporte móvil en la cabina del observador.

## Contenido Relacionado

### Aeronaves comparables
- Sopwith 1½ Strutter
- Bristol F-2 Fighter

### Secuencia de designación
F.K.5 – F.K.8 - F.K.9 – F.K.10 - F.K.12